# Kuplířství
Kuplířství je trestný čin, který spočívá v tom, že kuplíř přiměje či svede jinou osobu k provozování prostituce, případně z prostituce jiného jen profituje. Trestní právo tak zde vyjadřuje společenský zájem nejen na ochraně mravnosti, ale i svobodného rozhodování člověka.
Jako trestné hodnotil kuplířství již rakouský trestní zákon z roku 1852, podle jehož § 512–514 se ho dopustil ten, kdo k prostituci poskytoval přístřeší, živil se tím nebo vůbec působil „za dohazovače v nedovoleném srozumívání tohoto druhu.“ Trestem bylo tuhé vězení od tří do šesti měsíců, v případě opakování pak i vyhoštění z místa. Trest za sjednání prostituce či kořistění z ní pak zpřísnil § 243a trestního zákona z roku 1950 až na tři roky a podle § 204 trestního zákona z roku 1961 už dokonce hrozilo až pět let odnětí svobody.
Podle § 189 současného trestního zákoníku hrozí za podobné jednání trest odnětí svobody na šest měsíců až na čtyři léta, v případě značného prospěchu nebo organizované skupiny na dvě léta až osm let (ještě vyšší sazby přichází na řadu při újmě na zdraví nebo dokonce smrti). Pokud by však bylo k prostituci použito dítě, je podle § 168 odst. 3 písm. d) v rámci trestného činu obchodování s lidmi trestní sazba pět až dvanáct let.